# Terkel in Trouble
Terkel in Trouble (Terkel i Knibe) è un film d'animazione danese del 2004 diretto da Kresten Vestbjerg Andersen, Thorbjørn Christoffersen e Stefan Fjeldmark.
Il film è basato su una serie radiofonica dallo stesso titolo andata in onda in Danimarca sul canale Børneradio; per i suoi linguaggi estremamente volgari e i contenuti adulti è indirizzato a un pubblico maturo (in Italia, in cui il film è uscito il 7 aprile 2006, la visione è stata vietata ai minori di 14 anni).
L'adattamento italiano ha visto la partecipazione dei membri del gruppo Elio e le Storie Tese al doppiaggio e alla colonna sonora; la canzone Banane giganti è uscita anche come singolo e videoclip (ma il gruppo ha usato lo pseudonimo de "I Los The Peparors").

## Trama
Arne racconta la storia di Terkel, un bambino che frequenta la 1° media. 
Vive in una famiglia dove il padre Leon e la madre Beatrix continuano a discutere su tutto. Inoltre, non sopporta la sua sorellina, Rita.
Nella sua classe ci sono due bulletti, Sten e Saki, che prendono in giro Doris, la ragazza più in carne della classe. Poi c'è Jason, il migliore amico di Terkel, che va sempre in giro con la sua spranga di ferro.
Quest'ultimo ha un nuovo insegnante, supplente dell'altra professoressa, morta investita. Il suo nome è Gunnar, un uomo che si dimostra un vero amante degli animali. I problemi per Terkel cominciano quando Stewart, lo zio, picchia a sangue Sten e Saki, che iniziano a chiamare il protagonista “torturatore di animali” o “pappagallo”.
Per ingraziarsi i due bulli, Terkel prende in giro Doris, che, sconsolata, si butta giù dalla finestra, suicidandosi.
Il protagonista è spaventato dai sensi di colpa, e riceve delle minacce da un individuo sconosciuto. All'inizio crede siano Sten e Saki, poi inizia a diffidare anche di Jason, quando scopre che Doris era sua sorella.
Gunnar organizza per la classe una gita in campeggio nei boschi, e Terkel nella notte riceve un SMS minatorio da Jason.
Spaventato chiama Gunnar, con il quale si allontana per fuggire.
In quest'occasione viene a scoprire che quest'ultimo quella sera aveva preso in prestito il cellulare di Jason: i messaggi di morte erano dell'insegnante stesso, che voleva uccidere Terkel per aver schiacciato accidentalmente giorni prima un ragnetto, sedendovisi sopra. Ma arriva Jason che salva l'amico con la spranga di ferro, colpendo in testa Gunnar, e vissero di nuovo amici.

## Riconoscimenti
- 2005 - Premio Robert
  - Miglior film per ragazzi e famiglie
  - Miglior musica
  - Miglior canzone (Paranoia di Anders Matthesen)
  - Miglior sonoro e premio del pubblico
  - Candidatura al premio per la migliore sceneggiatura (adattamento)
- 2005 - Bodil Awards
  - Candidatura al premio per il miglior film danese

## Curiosità
I titoli di testa del film sono un omaggio ai titoli di testa di Seven (1995) di David Fincher.